# 하타촌 (시마네현)
하타촌(波多村)은 시마네현 이시군에 있던 촌이다. 현재의 운난시에 해당한다.